# Пушкино (Приморский край)
Пу́шкино — село в Уссурийском городском округе Приморского края. Входит в состав Пушкинской территории.

## География
Село Пушкино стоит в верховьях реки Борисовка.
Село Пушкино расположено к юго-западу от Уссурийска, расстояние по прямой около 25 км.
Дорога к селу Пушкино идёт на юго-запад от села Борисовка через Корсаковку и Яконовку. Расстояние до Борисовки около 25 км, до Уссурийска около 40 км.

## Население
| 1915 | 2002 | 2010 |
| ---- | ---- | ---- |
| 411  | ↘121 | ↘3   |

## Инфраструктура
- Сельскохозяйственные предприятия Уссурийского городского округа.
- В селе находятся детские летние оздоровительные лагеря.